# West Boylston
West Boylston és una població dels Estats Units a l'estat de Massachusetts. Segons el cens del 2000 tenia 7.481 habitants.

## Demografia
Segons el cens del 2000, West Boylston tenia 7.481 habitants, 2.413 habitatges, i 1.747 famílies. La densitat de població era de 223,9 habitants/km².
Dels 2.413 habitatges en un 32,9% hi vivien nens de menys de 18 anys, en un 60,5% hi vivien parelles casades, en un 8,9% dones solteres, i en un 27,6% no eren unitats familiars. En el 23,8% dels habitatges hi vivien persones soles l'11,1% de les quals corresponia a persones de 65 anys o més que vivien soles. El nombre mitjà de persones vivint en cada habitatge era de 2,56 i el nombre mitjà de persones que vivien en cada família era de 3,04.
Per edats la població es repartia de la següent manera: un 21,4% tenia menys de 18 anys, un 8,5% entre 18 i 24, un 32,7% entre 25 i 44, un 22,7% de 45 a 60 i un 14,7% 65 anys o més.
L'edat mediana era de 38 anys. Per cada 100 dones de 18 o més anys hi havia 139 homes.
La renda mediana per habitatge era de 53.777 $ i la renda mediana per família de 69.100$. Els homes tenien una renda mediana de 49.963 $ mentre que les dones 32.557$. La renda per capita de la població era de 22.899$. Entorn del 2,3% de les famílies i el 3,2% de la població estaven per davall del llindar de pobresa.